# Брандис, Кристиан Август
Кристиан Август Брандис (нем. Christian August Brandis, 13 февраля 1790, Хольцминден — 21 июля 1867, Бонн) — немецкий филолог и историк философии.

## Биография
Родился в Хольцминдене, земля Нижняя Саксония в семье врача и фармацевта Иоахима Дитриха Брандиса. Его отец в 1810 году переехал в Копенгаген, где получил должность придворного медика.
После посещения гимназий в Хольцминдене и Киле с 1808 года изучал теологию, затем филологию и философию в Кильском университете. В 1812 году в Копенгагене защитил диссертацию «Комментарии элеатов» (Commentationes Eleaticae; собрания отрывков из произведений Ксенофана, Парменида и Мелисса). Какое-то время он учился в Гёттингенском университете, а в 1815 году представил в качестве диссертации в Берлине эссе «Из концепций истории философии» (Von dem Begriff der Geschichte der Philosophie). После получения докторской степени в 1813 году стал преподавателем философии в Копенгагене.
В 1816 году отказался от должности экстраординарного профессора в Гейдельберге, чтобы сопровождать выдающегося историка античности Б. Г. Нибура в Италию в качестве секретаря прусского посольства. Впоследствии Брандис помогал Иммануилу Беккеру в подготовке его издания трудов Аристотеля (1831—1836).
В 1818 году он получил должность приват-доцента в Берлине, а в 1821 году стал профессором философии в только что основанном Боннском университете. В 1833—1834 годах он был ректором университета.
В 1823 году опубликовал свою работу «Аристотель и „Метафизика“ Теофраста» (Aristotelius et Theophrasti Metaphysica). Вместе с Бёком и Нибуром он издавал «Рейнский музей» (Rheinisches Museum), в котором опубликовал важные статьи о Сократе (1827, 1829).
С 1836 по 1839 год был наставником молодого короля Греции Оттона, путешествовал по Греции, изучал древности Афин. В 1839 году вернулся в Бонн, в том же году избран членом Американского антикварного общества. Был членом Гёттингенской, Прусской и Баварской научных академий. В 1854 году награждён Баварским орденом Максимилиана «За достижения в науке и искусстве».
В 1826 году построил виллу на берегу Рейна, напротив города, в так называемом «Херренмауэре» (Herrenmauer; здание снесено в 1905 году).
Умер 21 июля 1867 года в Бонне, Германия. Его сын — Дитрих Брандис, известный ботаник, естествоиспытатель и лесовод.

## Основные научные труды
- Сообщения о Греции (Mittheilungen über Griechenland). В 3-х т. 1842
  - Том 1: Эскизы путешествий (Reiseskizzen)
  - Том 2: Об истории освободительной войны по греческим источникам (Zur Geschichte des Befreiungskrieges, nach griechischen Quellen)
  - Том 3: Обзор текущего состояния королевства (Blicke auf die gegenwärtigen Zustände des Königreichs)
- История развития греческой философии и её последствий для Римской империи (Geschichte der Entwickelungen der griechischen Philosophie und ihrer Nachwirkungen im römischen Reiche). 1862
- Справочник по истории греко-римской философии (Handbuch der Geschichte der Griechisch-Römischen Philosophie). 1835—1866